# Culicoides nielamensis
Culicoides nielamensis är en tvåvingeart som beskrevs av Liu och Deng 2000. Culicoides nielamensis ingår i släktet Culicoides och familjen svidknott. Inga underarter finns listade i Catalogue of Life.